# Challenger de Quimper 2013
El Open BNP Paribas Banque de Bretagne 2013 es un torneo profesional tenis jugado en canchas duras. Se trata de la tercera edición del torneo que forma parte del circuito ATP Challenger 2013. Se lleva a cabo en Quimper, Francia entre el 10 y el 16 de febrero de 2013.

## Cabezas de serie

### Individual
| País                  | Jugador                | Rank1 | Preclasificado |
| Bandera de España     | Roberto Bautista-Agut  | 53    | 1              |
| Bandera de Luxemburgo | Gilles Müller          | 71    | 2              |
| Bandera de Bélgica    | Steve Darcis           | 94    | 3              |
| Bandera de Francia    | Édouard Roger-Vasselin | 98    | 4              |
| Bandera de Israel     | Dudi Sela              | 107   | 5              |
| Bandera de Francia    | Kenny de Schepper      | 110   | 6              |
| Bandera de Alemania   | Jan-Lennard Struff     | 133   | 7              |
| Bandera de Francia    | Marc Gicquel           | 134   | 8              |
| --------------------- | ---------------------- | ----- | -------------- |

- 1 Se ha tomado en cuenta el ranking del día 4 de febrero de 2013.

### Otros Participantes
Los siguientes jugadores recibieron invitaciones para participar en el cuadro principal (WC):
- Mathias Bourgue
- Romain Jouan
- Édouard Roger-Vasselin
- Maxime Teixeira

El siguiente jugador ingresó al cuadro principal como exención especial (SE):
- Viktor Galović
- Michał Przysiezny

Los siguientes jugadores ingresaron al cuadro principal mediante la clasificación (Q):
- Adrien Bossel
- Riccardo Ghedin
- Henri Laaksonen
- Clément Reix

## Jugadores participantes en el cuadro de dobles

### Cabezas de serie
| País                    | Jugador            | País                    | Jugador            | Rank1 | Favorito |
| Bandera del Reino Unido | Jamie Delgado      | Bandera del Reino Unido | Ken Skupski        | 114   | 1        |
| Bandera de Suecia       | Johan Brunstrom    | Bandera de Sudáfrica    | Cuervo Klaasen     | 130   | 2        |
| Bandera de Tailandia    | Sanchai Ratiwatana | Bandera de Tailandia    | Sonchat Ratiwatana | 162   | 3        |
| Bandera de Polonia      | Tomasz Bednarek    | Bandera de Polonia      | Mateusz Kowalczyk  | 189   | 4        |
| ----------------------- | ------------------ | ----------------------- | ------------------ | ----- | -------- |

- 1 Se ha tomado en cuenta el ranking del día 4 de febrero de 2013.

### Otros participantes
Los siguientes jugadores recibieron una invitación (wild card), por lo tanto ingresan directamente al cuadro principal:
- Maxime Authom /  Brézac Charles-Antoine
- Emilien Firmin /  Gilles Müller
- Romain Jouan /  Reix Clément

## Campeones

### Individual Masculino
- Marius Copil derrotó en la final a  Marc Gicquel por 7-6(11-9), 6-4

### Dobles Masculino
- Johan Brunström /  Raven Klaasen derrotaron en la final a  Jamie Delgado /  Ken Skupski por 3-6 6-2 [10-3]